# Rotoscoping
 Denne artikel bør gennemlæses af en person med fagkendskab for at sikre den faglige korrekthed.

Rotoscoping er speciel filmteknik, hvor en hel film først filmes med digital videokamera,[kilde mangler] og hvor man bagefter tegner streger og farver over hvert billede via computere.[kilde mangler]
Teknikken er nok mest kendt fra Star Wars filmene, hvor lyssværdene blev fremstillet ved hjælp af rotoscoping.

## Eksempler
- Waking Life
- A Scanner Darkly

Teknikken er også blevet brugt i åbningssekvenserne i Juno og En nævefuld dollars
| Film | Spire Denne filmartikel er en spire som bør udbygges. Du er velkommen til at hjælpe Wikipedia ved at udvide den. |